# Svartkobben
Svartkobben, finska: Mustakupu, är en ö i Finland. Den ligger i Finska viken och i kommunen Helsingfors i landskapet Nyland, i den södra delen av landet. Ön ligger omkring 11 kilometer öster om Helsingfors.
Öns area är 1 hektar och dess största längd är 270 meter i öst-västlig riktning.